# Estación de Vanegas
Vanegas fue una estación de trenes que se encuentra en Vanegas, San Luis Potosí.

## Historia
La estación fue edificada sobre la línea México-Laredo de Tamaulipas del Ferrocarril Nacional de México. Los trabajos de construcción de la línea se realizaron mediante concesión el 13 de septiembre de 1880 a la Compañía Constructora Nacional Mexicana que posteriormente se consolidó como Compañía del Camino de Fierro Nacional Mexicana. El servicio entre México y Laredo de Tamaulipas fue inaugurado en noviembre de 1888.
Hacia 1897, el Ferrocarril Mexicano había establecido una estación en terrenos que fueron de la Hacienda de Vanegas. Para 1930 los propietarios de la Hacienda del Salado y Vanegas, cedieron a la Compañía el terreno para establecer paraderos o estaciones.